# Karl Jaray
Karl Jaray, někdy též Járay nebo Jarray (14. března 1878 Vídeň – 29. listopadu 1947 Buenos Aires), byl německy hovořící architekt, působící v Rakousku a Československu. Působil jako profesor na Německé technické vysoké škole v Praze.

## Život
Narodil se v židovské rodině, která přišla do Vídně z uherského Temešváru. V letech 1895–1901 vystudoval vídeňskou techniku (Technische Hochschule Wien) u profesorů Karla Mayredera a Karla Königa. Poté přešel na Německou technickou vysokou školu v Praze, kde pracoval jako asistent, v roce 1902 získal doktorát technických věd a v roce 1904 habilitoval. V roce 1908 se stal mimořádným profesorem a v roce 1918 řádným profesorem. V roce 1925 přesídlil do Vídně. V roce 1938 emigroval z nacisty obsazeného Rakouska nejprve zpět do Československa a krátce nato do Londýna. V roce 1943 odešel do Argentiny. Působil jako architekt v Buenos Aires, kde také v roce 1947 zemřel.

### Karl Kraus
V roce 1934 připravil "s kruhem přátel" sborník k šedesátým narozeninám novináře, kritika a básníka Karla Krause, kam přispěli například Else Lasker-Schülerová, Henri Barbusse, Bertolt Brecht, Alban Berg, Karel Čapek, Jan Münzer, Marcel Ray a Mechtilde Lichnovská 

## Dílo

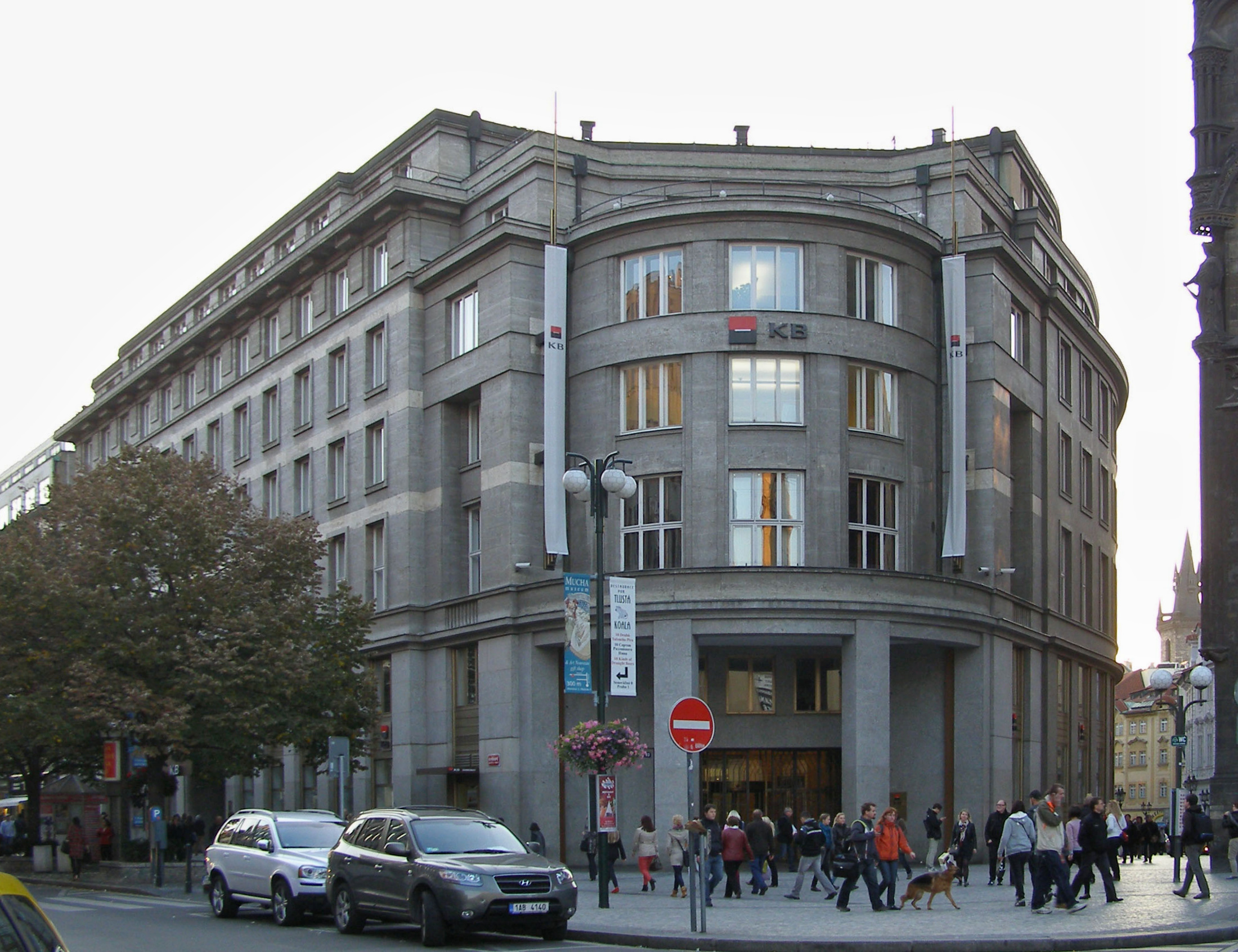
Česká eskomptní banka a úvěrový ústav, Praha 1, Na příkopě 33, 1930-1932

- 1915 hrobka Kalmana Bluma na Novém židovském hřbitově na Olšanech, autorství není jisté[3]
- 1921 Vila Eugena Poráka, Loučovice – novobarokní vila viceprezidenta akciové společnosti Továrna na lepenku Vltavský mlýn.[4]
- 1922 Eskomptní banka v České Lípě, (dnes GE Capital)
- 1923–1925 budova české Eskomptní banky (Böhmische Eskomptebank), Ústí nad Labem, Bílinská 2 ve stylu geometrické secese [5][6]
- 1924 nástavba a úpravy interiéru novobarokního sídla Eskomptní banky, Praha 1 - Nové Město, č. p. 850, Na Příkopě 8. Původní stavba z roku 1896 je dílem jiného německého architekta – Emila Förstera
- 1924 činžovní dům č. p. 1321, Praha 7 - Holešovice, Ortenovo náměstí 29
- 1925–1928 dostavba České továrny na umělé hedvábí systému Elberfeld, Lovosice. Dostavbu továrních budov projekovala kancelář pražských německých architektů Karl Jaray, Rudolf Hildebrand a Walter Endler.[7]
- 1930–32 Česká eskomptní banka a úvěrový ústav, Praha 1-Staré Město, č. p. 969, Na příkopě 33, 35, Celetná 40, novoklasicistní bankovní palác – dnes sídlo Komerční banky. Spoluautoři: Josef Sakař, Rudolf Hildebrand, Ernst Gotthilf, Alexander Neumann[8]